# Serie A1 2002-2003 (hockey in-line)
La Serie A1 2002-2003 è stata la 7ª edizione del massimo campionato italiano di hockey in-line. Il torneo ha avuto inizio il 1º marzo e si è concluso il 12 giugno 2003.
Lo scudetto è stato conquistato dai Ghosts Padova per la prima volta nella loro storia.

## Squadre partecipanti
| Club              | Stagione | Città                | Stagione precedente                                             |
| ----------------- | -------- | -------------------- | --------------------------------------------------------------- |
| Asiago Vipers     | dettagli | Asiago (VI)          | 2º in Serie A1 girone B, semifinale dei play-off scudetto       |
| Capitals Roma     | dettagli | Roma                 | 4º in Serie A1 girone A, quarti di finale dei play-off scudetto |
| Draghi Torino     | dettagli | Torino               | 2º in Serie A1 girone A, quarti di finale dei play-off scudetto |
| Dragons Gallarate | dettagli | Gallarate (VA)       | 1º in Serie A1 girone A, vince i play-off scudetto              |
| Ghosts Padova     | dettagli | Padova               | 1º in Serie A1 girone B, semifinale dei play-off scudetto       |
| Invicta Modena    | dettagli | Modena               | In Serie A2, promosso                                           |
| Islanders Spinea  | dettagli | Spinea (VE)          | 5º in Serie A1 girone A                                         |
| Lions Arezzo      | dettagli | Arezzo               | In Serie A2, promosso                                           |
| Polet Trieste     | dettagli | Trieste              | 3º in Serie A1 girone A, quarti di finale dei play-off scudetto |
| Versilia          | dettagli | Forte dei Marmi (LU) | In Serie A2, promosso                                           |
| Wild Boys Noto    | dettagli | Noto (SR)            | In Serie A2, promosso                                           |

## Prima fase

### Girone A

#### Risultati
| Andata (1ª) | Andata (1ª) | Prima giornata                      | Ritorno (6ª) | Ritorno (6ª) |
|             |             |                                     |              |              |
| 1º mar.     | 0-5         | Drangons Gallarate-Islanders Spinea | 2-0          | 5 apr.       |
| 1º mar.     | 5-2         | Ghosts Padova-Capitals Roma         | 11-1         | 5 apr.       |
| 1º mar.     | 6-6         | Lions Arezzo-Polet Trieste          | 6-5          | 5 apr.       |

| Andata (2ª) | Andata (2ª) | Seconda giornata                 | Ritorno (7ª) | Ritorno (7ª) |
|             |             |                                  |              |              |
| 8 mar.      | 1-5         | Islanders Spinea-Ghosts Padova   | 1-5          | 12 apr.      |
| 8 mar.      | 0-5         | Capitals Roma-Lions Arezzo       | 0-16         | 12 apr.      |
| 8 mar.      | 4-7         | Polet Trieste-Drangons Gallarate | 3-9          | 12 apr.      |

| Andata (3ª) | Andata (3ª) | Terza giornata                   | Ritorno (8ª) | Ritorno (8ª) |
|             |             |                                  |              |              |
| 15 mar.     | 6-6         | Ghosts Padova-Drangons Gallarate | 5-1          | 26 apr.      |
| 15 mar.     | 5-0         | Polet Trieste-Capitals Roma      | 5-2          | 26 apr.      |
| 15 mar.     | 4-5         | Lions Arezzo-Islanders Spinea    | 3-6          | 26 apr.      |

| Andata (4ª) | Andata (4ª) | Quarta giornata                 | Ritorno (9ª) | Ritorno (9ª) |
|             |             |                                 |              |              |
| 22 mar.     | 5-2         | Dragons Gallarate-Capitals Roma | 9-1          | 1º mag.      |
| 22 mar.     | 6-4         | Islanders Spinea-Polet Trieste  | 7-5          | 1º mag.      |
| 22 mar.     | 3-3         | Ghosts Padova-Lions Arezzo      | 3-3          | 1º mag.      |

| \| Andata (5ª) \| Andata (5ª) \| Quinta giornata \| Ritorno (10ª) \| Ritorno (10ª) \| \| \| \| \| \| \| \| 29 mar. \| 2-9 \| Capitals Roma-Islanders Spinea \| 0-5 \| 3 apr. \| \| 29 mar. \| 3-7 \| Lions Arezzo-Dragons Gallarate \| 2-5 \| 3 apr. \| \| 29 mar. \| 4-4 \| Polet Trieste-Ghosts Padova \| 2-8 \| 3 apr. \| |             |                                |               |               |
| Andata (5ª) | Andata (5ª) | Quinta giornata                | Ritorno (10ª) | Ritorno (10ª) |
| |             |                                |               |               |
| 29 mar. | 2-9         | Capitals Roma-Islanders Spinea | 0-5           | 3 apr.        |
| 29 mar. | 3-7         | Lions Arezzo-Dragons Gallarate | 2-5           | 3 apr.        |
| 29 mar. | 4-4         | Polet Trieste-Ghosts Padova    | 2-8           | 3 apr.        |

#### Classifica
|  | Pos. | Squadra           | Pt | G  | V | N | P  | GF | GS | DR  |
|  | ---- | ----------------- | -- | -- | - | - | -- | -- | -- | --- |
|  | 1.   | Ghosts Padova     | 22 | 10 | 6 | 4 | 0  | 55 | 24 | +31 |
|  | 2.   | Dragons Gallarate | 22 | 10 | 7 | 1 | 2  | 51 | 31 | +20 |
|  | 3.   | Islanders Spinea  | 21 | 10 | 7 | 0 | 3  | 45 | 30 | +15 |
|  | 4.   | Lions Arezzo      | 12 | 10 | 3 | 3 | 4  | 51 | 40 | +11 |
|  | 5.   | Polet Trieste     | 8  | 10 | 2 | 2 | 6  | 43 | 55 | -12 |
|  | 6.   | Capitals Roma     | 0  | 10 | 0 | 0 | 10 | 10 | 75 | -65 |

Legenda:
  Squadra ammessa ai play-off scudetto.
  Squadra campione d'Italia.
  Squadra vincitrice della Coppa Italia.
      Retrocesso in Serie A2 2003-2004.
Note:
Tre punti a vittoria, uno per il pareggio, zero a sconfitta.

### Girone B

#### Risultati
| Andata (1ª) | Andata (1ª) | Prima giornata               | Ritorno (6ª) | Ritorno (6ª) |
|             |             |                              |              |              |
| 1º mar.     | 6-7         | Versilia-Draghi Torino       | 8-3          | 5 apr.       |
| 1º mar.     | 6-6         | Asiago Vipers-Wild Boys Noto | 5-0          | 5 apr.       |

| Andata (2ª) | Andata (2ª) | Seconda giornata             | Ritorno (7ª) | Ritorno (7ª) |
|             |             |                              |              |              |
| 8 mar.      | 4-7         | Draghi Torino-Invicta Modena | 2-6          | 12 mar.      |
| 8 mar.      | 7-1         | Wild Boys Noto-Versilia      | 0-5          | 12 mar.      |

| Andata (3ª) | Andata (3ª) | Terza giornata              | Ritorno (8ª) | Ritorno (8ª) |
|             |             |                             |              |              |
| 15 mar.     | 0-9         | Versilia-Invicta Modena     | 2-5          | 26 apr.      |
| 15 mar.     | 9-3         | Asiago Vipers-Draghi Torino | 6-2          | 26 apr.      |

| Andata (4ª) | Andata (4ª) | Quarta giornata              | Ritorno (9ª) | Ritorno (9ª) |
|             |             |                              |              |              |
| 22 mar.     | 2-10        | Draghi Torino-Wild Boys Noto | 5-0          | 1º mag.      |
| 22 mar.     | 4-5         | Invicta Modena-Asiago Vipers | 3-8          | 1º mag.      |

| \| Andata (5ª) \| Andata (5ª) \| Quinta giornata \| Ritorno (10ª) \| Ritorno (10ª) \| \| \| \| \| \| \| \| 29 mar. \| 4-3 \| Asiago Vipers-Versilia \| 9-5 \| 3 mag. \| \| 29 mar. \| 8-2 \| Wild Boys Noto-Invicta Modena \| 0-5 \| 3 mag. \| |             |                               |               |               |
| Andata (5ª) | Andata (5ª) | Quinta giornata               | Ritorno (10ª) | Ritorno (10ª) |
| |             |                               |               |               |
| 29 mar. | 4-3         | Asiago Vipers-Versilia        | 9-5           | 3 mag.        |
| 29 mar. | 8-2         | Wild Boys Noto-Invicta Modena | 0-5           | 3 mag.        |

#### Classifica
|  | Pos. | Squadra        | Pt | G | V | N | P | GF | GS | DR  |
|  | ---- | -------------- | -- | - | - | - | - | -- | -- | --- |
|  | 1.   | Asiago Vipers  | 22 | 8 | 7 | 1 | 0 | 52 | 26 | +26 |
|  | 2.   | Invicta Modena | 15 | 8 | 5 | 0 | 3 | 41 | 29 | +12 |
|  | 3.   | Wild Boys Noto | 10 | 8 | 3 | 1 | 4 | 31 | 31 | 0   |
|  | 4.   | Versilia       | 6  | 8 | 2 | 0 | 6 | 30 | 44 | -14 |
|  | 5.   | Draghi Torino  | 6  | 8 | 2 | 0 | 6 | 28 | 52 | -24 |

Legenda:
  Squadra ammessa ai play-off scudetto.
  Squadra campione d'Italia.
  Squadra vincitrice della Coppa Italia.
Note:
Tre punti a vittoria, uno per il pareggio, zero a sconfitta.

## Play-off scudetto
|  | Quarti di finale | Quarti di finale  | Quarti di finale  | Quarti di finale | Quarti di finale |  |  | Semifinali | Semifinali       | Semifinali       | Semifinali     | Semifinali     |   |   | Finale | Finale        | Finale        | Finale | Finale |  |
|  |                  |                   |                   |                  |                  |  |  |            |                  |                  |                |                |   |   |        |               |               |        |        |  |
|  | 1A               | Ghosts Padova     | Ghosts Padova     | 12               | 9                |  |  |            |                  |                  |                |                |   |   |        |               |               |        |        |  |
|  | 4B               | Versilia          | Versilia          | 0                | 4                |  |  | 1A         | Ghosts Padova    | Ghosts Padova    | 7              | 4              |   |   |        |               |               |        |        |  |
|  | 2B               | Invicta Modena    | Invicta Modena    | 3                | 1                |  |  | 3A         | Islanders Spinea | Islanders Spinea | 2              | 1              |   |   |        |               |               |        |        |  |
|  | 3A               | Islanders Spinea  | Islanders Spinea  | 4                | 3                |  |  |            |                  |                  |                |                |   |   | 1A     | Ghosts Padova | Ghosts Padova | 4      | 4      |  |
|  | 1B               | Asiago Vipers     | Asiago Vipers     | 10               | 6                |  |  |            |                  | 3B               | Wild Boys Noto | Wild Boys Noto | 3 | 3 |        |               |               |        |        |  |
|  | 4A               | Lions Arezzo      | Lions Arezzo      | 6                | 3                |  |  | 1B         | Asiago Vipers    | 9                | 3              | 6              |   |   |        |               |               |        |        |  |
|  | 2A               | Dragons Gallarate | Dragons Gallarate | 4                | 1                |  |  | 3B         | Wild Boys Noto   | 6                | 6              | 7              |   |   |        |               |               |        |        |  |
|  | 3B               | Wild Boys Noto    | Wild Boys Noto    | 5                | 10               |  |  |            |                  |                  |                |                |   |   |        |               |               |        |        |  |

## Verdetti
| Verdetto                    | Club                      |
| --------------------------- | ------------------------- |
| Campione d'Italia 2002-2003 | Ghosts Padova (1º titolo) |
| Retrocessa in Serie A2      | Capitals Roma             |